# Claude de L’Aubespine de Verderonne

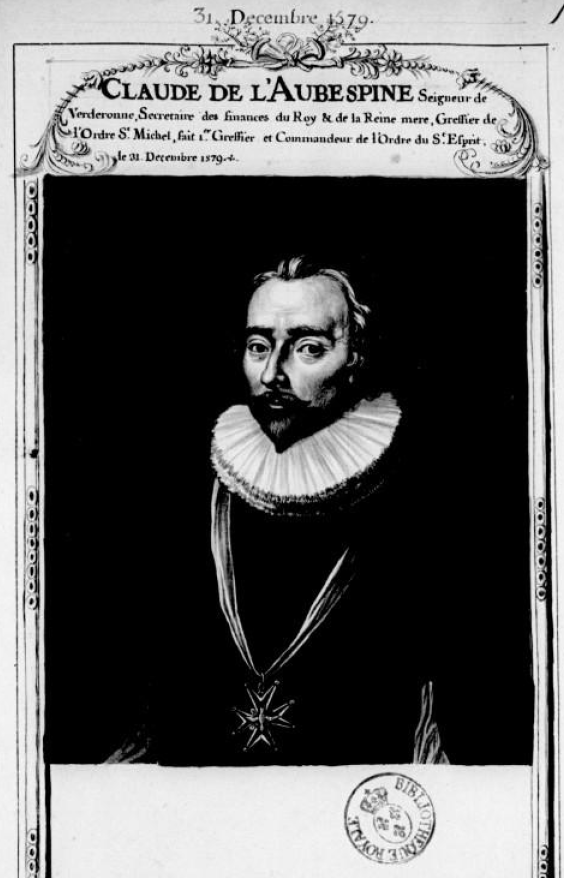
Claude de L’Aubespine in der Histoire de l’Ordre du Saint-Esprit. CXXI-CXXIX Seconde série, 1580

Claude de L’Aubespine (1579–1608 bezeugt), Seigneur de Verderonne, Baron de Norat, war ein französischer Magistrat.

## Leben
Claude de L’Aubespine war der Sohn von Gilles de L’Aubespine, Seigneur de Verderonne, und Marie Gobelin, sowie durch seine Tante Madeleine de L’Aubespine ein Vetter von Charles de Neufville, Marquis de Villeroy.
1578 wurde er Sekretär des Michaelsordens und ab 1579 der erste Sekretär des Ordens vom Heiligen Geist, bis er diese Ämter 1608 aufgab und durch Antoine Potier de Gesvres ersetzt wurde. 1597 wurde er Präsident der Chambre des comptes.

## Ehe und Familie
Claude de l’Aubespine heiratete am 18. August 1584 in erster Ehe Marie de Malon (* um 1570), Tochter von Charles Malon, Seigneur de Bercy, und Marie Rousselin, mit der er keine Kinder hatte. Am 16. November 1602 heiratete er in zweiter Ehe Louise Pot, Tochter von Guillaume Pot, Seigneur de Rhodes, Grand-Maître des Cérémonies de France, Vogt und Maître des Cérémonie des Ordres du Roi, (Pot (Adelsgeschlecht)) und Jacqueline de La Châtre (Haus La Châtre), mit der er zwei Söhne und zwei Töchter hatte:
- Charles, Seigneur de Verderonne et de Stors, Maître des requêtes, Botschafter in der Schweiz, Kanzler von Gaston de Bourbon, duc d’Orléans; ⚭ Marie Le Bret, Dame de Villevrard, Tochter von Cardin le Bret, Dekan des Staatsrats, und Marguerite Le Pelletier de La Houssaye
- Claude, Baron de Noisat, Chambellan von Gaston de France, duc d’Orléans
- Magdelène († 15. März 1659); ⚭ Balthasar Gobelin, Seigneur du Quesnoy, Président de la Chambre des comptes, Sohn von Balthasar Gobelin und Anne Abra de Raconis
- Louise († nach 1649); ⚭ Jean de Montberon, Comte de Fontaines-Chalendray († 31. März 1645), Premier Écuyer de Madame d’Orléans